# Nadpojištění
Nadpojištění je stav, kdy je předmět pojištěn na vyšší částku, než je jeho vlastní hodnota.
V případě pojistné události pak lze pojistné plnění (tedy náhradu od pojišťovny) stanovit nejvýše rovnu škodě, tedy skutečné (reálné) hodnotě pojišťovaného předmětu, a to bez ohledu na míru přeplácení pojistného.

## Pojistná smlouva
Předmět nelze pojistit na vyšší částku, než je jeho hodnota („U škodového pojištění lze být podpojištěn, tedy sjednat pojistnou částku menší než je hodnota pojištěné věci, ovšem nikoliv nadpojištěn, tedy sjednat vyšší pojistnou částku než je hodnota pojištěné věci“).

## Předcházení nadpojištění a přeplácení
Je-li předmět pojištěn na příliš vysokou částku, převyšující hodnotu předmětu, platí pojistník zbytečně příliš vysoké pojištění, protože případná škoda, tudíž i pojistné plnění, může být rovna nejvýše skutečné hodnotě  Nadpojištění by bylo nehospodárné: šlo by o plýtvání.

### Příklad nadpojištění
Příkladem je pojištění automobilu, jenž postupem času ztrácí svou hodnotu: Pak je zbytečné platit stejnou pojistku, s neustále stejným pojistným jako při jeho pořízení. Naopak, pojistné je třeba průběžně upravovat.

## Pojistný podvod
Při nadpojištění se tedy nesmí pojišťovně hlásit pojistná událost s hypotetickým pojistným plněním podle placeného pojistného, ale opravdu jen podle smlouvy a podle skutečné škody, jinak by šlo o trestný čin pojistného podvodu.